# Albert Steinrück
Albert Steinrück (Bad Arolsen, 20 de maio de 1872 – Berlim, 10 de fevereiro de 1929) foi um ator alemão da era do cinema mudo. Ele atuou em 88 filmes entre 1910 e 1929. Albert estrelou no filme de 1923, Der Schatz, que foi dirigido por Georg Wilhelm Pabst.
Está sepultado no Cemitério de Zehlendorf.